# Jacek Wszoła

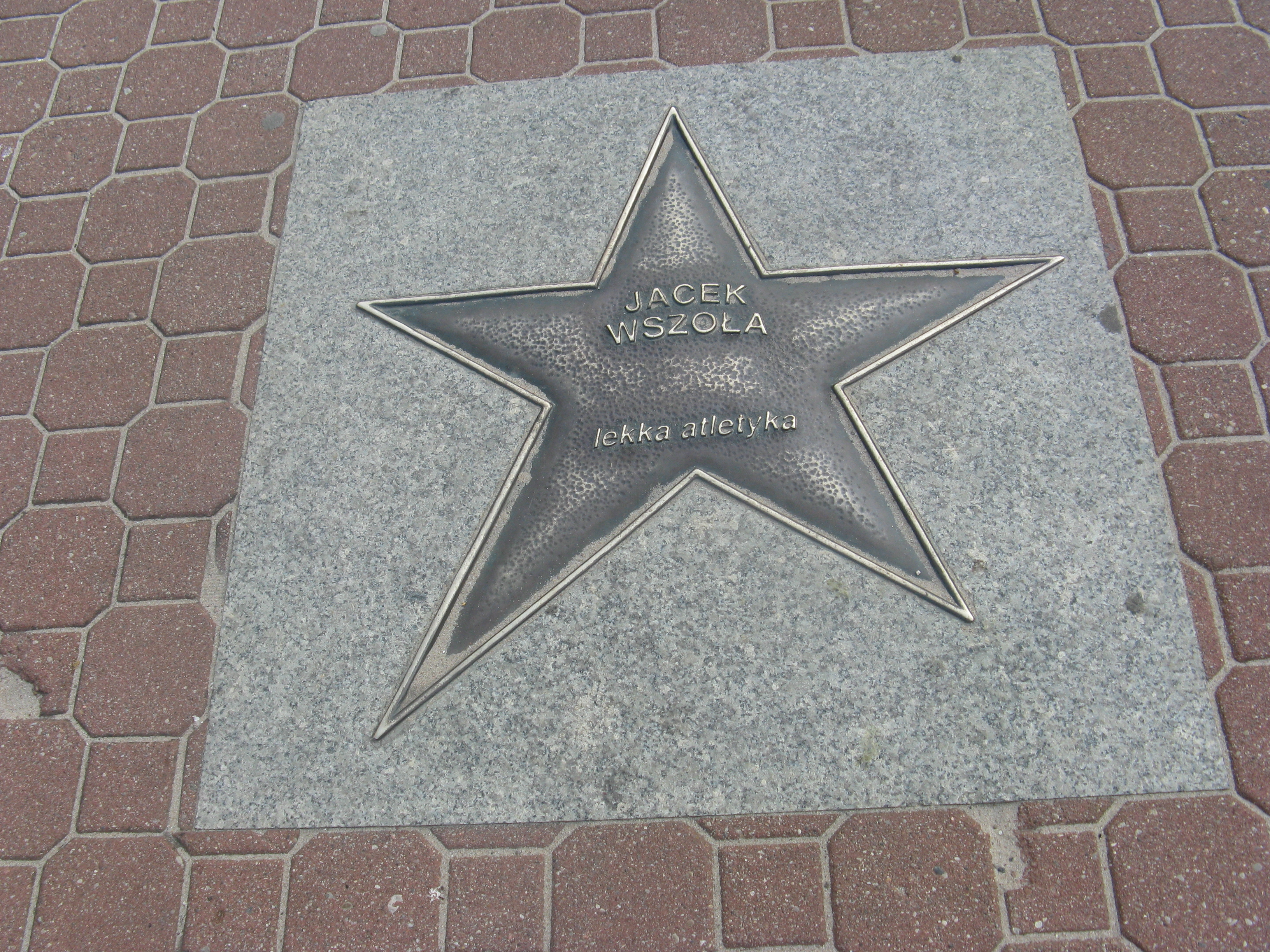
Gwiazda w Alei Gwiazd Sportu we Władysławowie

Jacek Roman Wszoła (ur. 30 grudnia 1956 w Warszawie) – polski lekkoatleta, który specjalizował się w skoku wzwyż.
Dwukrotny uczestnik igrzysk olimpijskich – w pierwszym swoim starcie w Montrealu (1976) zdobył złoty, a cztery lata później w Moskwie srebrny medal. W obu występach poprawiał rekord igrzysk olimpijskich. Halowy mistrz Europy oraz złoty medalista uniwersjady. Pierwszy sukces na arenie międzynarodowej odniósł w 1975 roku, wygrywając mistrzostwa Europy juniorów. Po zdobyciu olimpijskiego złota był nazywany „cudownym dzieckiem Montrealu”.

## Życiorys
Syn Romana Wszoły – trenera młodzieży i nauczyciela wychowania fizycznego w warszawskim Technikum Łączności. Jacek Wszoła ukończył Zespół Szkół Łączności w Warszawie. Studiował prawo na Uniwersytecie Warszawskim, kształcił się także na warszawskiej Akademii Wychowania Fizycznego. Dwanaście razy stawał na podium (w tym 11 razy na jego najwyższym stopniu) mistrzostw Polski seniorów. W latach 1974–1985 29 razy bronił barw narodowych w meczach międzypaństwowych, odnosząc w nich 15 zwycięstw indywidualnych. Rekordzista Polski, Europy i świata. W 1976 roku zajął drugie miejsce w plebiscycie Przeglądu Sportowego oraz zdobył Złote Kolce. Zasłużony Mistrz Sportu, odznaczony Krzyżem Kawalerskim Orderu Odrodzenia Polski.

## Kariera sportowa

### Początki
W latach 60. Jacek Wszoła był gościem zawodów lekkoatletycznych, na które przychodził wraz z ojcem. Sport zaczął uprawiać w 1971 roku. W 1974 zdobył swój pierwszy złoty medal mistrzostw Polski seniorów, a podczas mistrzostw Europy zajął 5. miejsce osiągając wynik 2,19 m. Rok później, w czasie juniorskiego czempionatu Starego Kontynentu w Atenach, z wynikiem 2,22 m zdobył złoty medal i ustanowił nowy rekord imprezy.

### Igrzyska Olimpijskie 1976
Eliminacje do olimpijskiego konkursu skoku wzwyż w Montrealu rozegrano 30 lipca. Aby wywalczyć awans do finału, należało pokonać poprzeczkę zawieszoną na wysokości 2,16. Wyczynu tego dokonało 14 skoczków, którzy awansowali do kolejnej rundy. Jacek Wszoła startował w kwalifikacjach w grupie A. Bez strącenia pokonał w pierwszych próbach wysokości 2,10, 2,13 oraz 2,16 m – dzięki temu ex aequo z reprezentantem USA Jamesem Barrineau zajęli pierwsze miejsce w swojej grupie eliminacyjnej.
Finał olimpijski odbył się po południu 31 lipca i był ostatnią konkurencją lekkoatletyczną tego dnia igrzysk. Podczas trwającego ponad 4 godziny konkursu padał obfity deszcz. Wszoła opuścił pierwsze trzy wysokości: 2,00, 2,05 oraz 2,10 m. Po wysokości 2,18 w konkursie zostało tylko 10 zawodników, którym w skokach przeszkadzały nasilające się opady deszczu. Do wysokości 2,25 m dotarło tylko dwóch zawodników: Jacek Wszoła oraz faworyt gospodarzy i rówieśnik Polaka Greg Joy. Poprzeczkę zawieszoną na 2,25 m udało się pokonać Wszole w drugiej próbie, Kanadyjczyk po nieudanym skoku na 2,25 przeniósł pozostałe dwie próby na wysokość 2,27 m, której jednak także nie pokonał. Późniejsze ataki Polaka na 2,27 i 2,29 zakończyły się niepowodzeniem.
Poniższa tabela prezentuje start Jacka Wszoły podczas finału olimpijskiego w Montrealu.
| 2,00 | 2,05 | 2,10 | 2,14 | 2,18 | 2,21 | 2,23 | 2,25 | 2,27  | 2,29  | Rezultat | Uwagi             |
| ---- | ---- | ---- | ---- | ---- | ---- | ---- | ---- | ----- | ----- | -------- | ----------------- |
| –    | –    | –    | o    | o    | o    | o    | x o  | x x – | x – – | 2,25     | rekord olimpijski |

### 1977 – 1980
Po igrzyskach w Montrealu przyszedł rok 1977. 13 marca Wszoła wywalczył złoty medal podczas halowych mistrzostw Europy w Hiszpanii, ustanawiając wynikiem 2,25 nowy rekord halowego czempionatu. W sierpniu tego samego roku zdobył złoty medal uniwersjady. W pucharze świata był trzeci, a w finale pucharu Europy zajął drugie miejsce. Podczas halowych mistrzostw Europy, które gościła stolica Austrii, uplasował się w roku 1978 na siódmej lokacie. Kilka miesięcy później Wszoła zajął szóste miejsce podczas, rozgrywanych w Pradze, mistrzostw Europy. W roku 1979 zajął drugie miejsce w pucharze świata. Podczas uniwersjady w Meksyku uplasował się tuż za podium, zajmując z dobrym wynikiem 2,26 czwarte miejsce. Sezon olimpijski 1980 zaczął od srebrnego medalu halowych mistrzostw Starego Kontynentu. 25 maja podczas drugiej edycji mityngu skoku wzwyż w niemieckim Eberstadt skokiem na wysokość 2,35 ustanowił nowy rekord świata.

### Igrzyska Olimpijskie 1980
Zawody w skoku wzwyż podczas igrzysk w Moskwie rozgrywano 31 lipca (eliminacje) i 1 sierpnia (finał). Wszoła do zawodów przystępował jako aktualny rekordzista świata. Awans do finału moskiewskich igrzysk dawał wynik 2,21. Polak po opuszczeniu próby na 2,05 bez problemu w pierwszych podejściach zaliczył wysokość 2,10, 2,15 oraz 2,18. Rezultat dający awans do finału – 2,21 – uzyskał w drugiej próbie na tej wysokości. Ostatecznie Wszoła zajął 8. miejsce w eliminacyjnej grupie A i 11. w ostatecznej klasyfikacji kwalifikacji.
Finał odbył się w piątek 1 sierpnia. Polak opuścił pierwszą wysokość (2,10) i w pierwszej próbie pokonał 2,15. Po opuszczeniu wysokości 2,18 w drugich próbach zaliczył odpowiednio 2,21 i 2,24. Dzięki udanym skokom na 2,27 i 2,29 poprawiał własny rekord olimpijski. W drugiej próbie przeskoczył 2,31, ponownie ustalając nowy rekord igrzysk. Trzy próby na 2,33 były nieudane, co nie pozwoliło Wszole na dalszą rywalizację z Gerdem Wessigiem z NRD. Niemiec, który wynikiem 2,36 poprawił należący do polskiego lekkoatlety rekord świata, wygrał zawody, próbując jeszcze – bezskutecznie – pokonać poprzeczkę na wysokości 2,38. Srebrny medal Wszoła uznał za swoją porażkę.
Poniższa tabela prezentuje start Jacka Wszoły podczas finału olimpijskiego w Moskwie.
| 2,10 | 2,15 | 2,18 | 2,21 | 2,24 | 2,27 | 2,29 | 2,31 | 2,33  | Rezultat |
| ---- | ---- | ---- | ---- | ---- | ---- | ---- | ---- | ----- | -------- |
| –    | o    | –    | x o  | x o  | o    | o    | x o  | x x x | 2,31     |

### 1980 – 1982
W drugiej części sezonu 1980 Wszoła brał udział w zawodach w Poznaniu – przy odbiciu odsunął się pasek tartanu, co spowodowało zerwanie więzadeł w stawie skokowym. Zawodnik powrócił do pełnej sprawności dopiero po 18 miesiącach.

### Afera pantoflowa 1982
W 1982 roku wdał się w konflikt z Polskim Związkiem Lekkiej Atletyki. Oficjalnym partnerem PZLA był wówczas Adidas. Wszoła podczas eliminacji mistrzostw Europy wystartował w butach "Tiger" japońskiej firmy ASICS, która przelała na jego konto pieniądze. Oficjalnie tłumaczył to wygodą butów z Kraju Kwitnącej Wiśni. W rezultacie Polak nie mógł wystąpić w finale europejskiego czempionatu.

### 1982 – 1989
W 1983 po raz trzeci w karierze (i ostatni) brał udział w uniwersjadzie – z wynikiem 2,20 zajął 13. miejsce. W sierpniu startował w pierwszych w historii lekkoatletycznych mistrzostwach świata. Na stadionie w Helsinkach pokonał w eliminacjach wysokość 2,21, a w finale z wynikiem 2,23 zajął ostatecznie 13. miejsce. Przez bojkot igrzysk olimpijskich w Los Angeles (1984) Wszoła nie wystartował w swoich trzecich igrzyskach. Podczas zorganizowanych przez kraje socjalistyczne zawodów Przyjaźń-84 zajął 4. miejsce, uzyskując rezultat 2,15. Ostatnim ważnym występem na imprezie rangi mistrzowskiej był dla Wszoły start w halowych mistrzostwach Europy w roku 1987 – w imprezie tej zajął 11. miejsce skacząc 2,20. W 1988 był bez formy i nie udało mu się pojechać do Seulu na igrzyska olimpijskie. Karierę zakończył w roku 1989.

## Po zakończeniu kariery
Jeszcze w czasie czynnego uprawiania sportu Wszoła – wraz z rekordzistą Polski w biegu na 100 metrów Marianem Woroninem – zajął się przedsiębiorczością. Działalność ta jednak nie rozwinęła się. W kolejnych latach pracował jako trener oraz nauczyciel historii powszechnej w Szwecji. Po zakończeniu pracy w Skandynawii miał podjąć pracę trenera w klubie tenisowym w Dublinie, jednak zrezygnował z tej propozycji na rzecz pracy jako przedstawiciel na Polskę firmy obuwniczej. Ostatecznie – w związku z upadkiem Muru Berlińskiego – nie podjął żadnej z tych prac. W kolejnych latach prowadził kantor, a później otworzył w centrum handlowym na warszawskim Ursynowie sklep sportowy. W 1999 roku był jednym z założycieli sieci klubów fitness „Fitness Klub Gymnasion”. Okazjonalnie Wszoła występuje w telewizji jako komentator wydarzeń sportowych. Był bohaterem jednego z komiksów o polskich sportowcach, które w 2008 roku przygotowała Gazeta Wyborcza. W 2010 roku został jednym z ambasadorów cyklu Samsung Athletic Cup.
W 1992 wystąpił w zawodach weteranów w Zduńskiej Woli, a w 1997 roku zdobył w Birmingham złoty medal halowych mistrzostw Europy weteranów, uzyskując w kategorii zawodników z przedziału 40–44 lata wynik 2,01. W 2012 pełnił rolę ambasadora podczas Warmia Mazury Senior Games 2012, na tych zawodach zdobył w swojej kategorii wiekowej srebrny medal w pchnięciu kulą o wadze 6 kilogramów (z wynikiem 8,58 m) oraz brąz w żeglarstwie.
Został członkiem honorowego komitetu poparcia Bronisława Komorowskiego przed przyspieszonymi wyborami prezydenckimi 2010 oraz przed wyborami prezydenckimi w Polsce w 2015 roku.
Żonaty, ma dwójkę dzieci.

## Osiągnięcia

### Imprezy międzynarodowe
| Rok  | Impreza                     | Miejsce       | Pozycja     | Wynik   |
| ---- | --------------------------- | ------------- | ----------- | ------- |
| 1974 | Mistrzostwa Europy          | Rzym          | 5. miejsce  | 2,19    |
| 1975 | Halowe mistrzostwa Europy   | Katowice      | 11. miejsce | 2,16    |
| 1975 | Mistrzostwa Europy juniorów | Ateny         | 1. miejsce  | 2,22    |
| 1975 | Półfinał puchar Europy      | Londyn        | 1. miejsce  | 2,20    |
| 1975 | Finał pucharu Europy        | Nicea         | 5. miejsce  | 2,11    |
| 1976 | Igrzyska olimpijskie        | Montreal      | 1. miejsce  | 2,25 OR |
| 1977 | Halowe mistrzostwa Europy   | San Sebastián | 1. miejsce  | 2,25    |
| 1977 | Uniwersjada                 | Sofia         | 1. miejsce  | 2,22    |
| 1977 | Półfinał pucharu Europy     | Warszawa      | 2. miejsce  | 2,20    |
| 1977 | Finał pucharu Europy        | Helsinki      | 2. miejsce  | 2,28    |
| 1977 | Puchar świata               | Düsseldorf    | 3. miejsce  | 2,24    |
| 1978 | Halowe mistrzostwa Europy   | Wiedeń        | 7. miejsce  | 2,21    |
| 1978 | Mistrzostwa Europy          | Praga         | 6. miejsce  | 2,21    |
| 1979 | Uniwersjada                 | Meksyk        | 4. miejsce  | 2,26    |
| 1979 | Półfinał pucharu Europy     | Lüdenscheid   | 1. miejsce  | 2,24    |
| 1979 | Puchar świata               | Montreal      | 2. miejsce  | 2,27    |
| 1980 | Halowe mistrzostwa Europy   | Sindelfingen  | 2. miejsce  | 2,29    |
| 1980 | Igrzyska olimpijskie        | Moskwa        | 2. miejsce  | 2,31    |
| 1982 | Mistrzostwa Europy          | Ateny         | –           | –       |
| 1983 | Uniwersjada                 | Edmonton      | 11. miejsce | 2,20    |
| 1983 | Mistrzostwa świata          | Helsinki      | 13. miejsce | 2,23    |
| 1983 | Finał pucharu Europy        | Londyn        | 5. miejsce  | 2,19    |
| 1984 | Przyjaźń-84                 | Moskwa        | 4. miejsce  | 2,15    |
| 1985 | Finał pucharu Europy        | Moskwa        | 5. miejsce  | 2,20    |
| 1987 | Halowe mistrzostwa Europy   | Liévin        | 11. miejsce | 2,20    |

### Mistrzostwa Polski seniorów

#### Stadion
Jacek Wszoła dwanaście razy startował w finale mistrzostw Polski seniorów – nigdy nie zajął gorszego miejsca niż drugie (w 1983 uległ Januszowi Trzepizurowi). W klasyfikacji wszech czasów mistrzostw Polski Wszoła zajmuje drugie miejsce, ulegając jedynie posiadającemu w kolekcji 12 złotych krążków Arturowi Partyce.
| Mistrzostwa Polski | Pozycja    | Wynik |
| ------------------ | ---------- | ----- |
| Warszawa 1974      | 1. miejsce | 2,09  |
| Bydgoszcz 1975     | 1. miejsce | 2,10  |
| Bydgoszcz 1976     | 1. miejsce | 2,17  |
| Bydgoszcz 1977     | 1. miejsce | 2,17  |
| Warszawa 1978      | 1. miejsce | 2,20  |
| Poznań 1979        | 1. miejsce | 2,25  |
| Łódź 1980          | 1. miejsce | 2,22  |
| Lublin 1982        | 1. miejsce | 2,28  |
| Bydgoszcz 1983     | 2. miejsce | 2,28  |
| Lublin 1984        | 1. miejsce | 2,28  |
| Bydgoszcz 1985     | 1. miejsce | 2,30  |
| Grudziądz 1988     | 1. miejsce | 2,29  |

#### Hala
Jacek Wszoła ma w kolekcji 11 medali halowych mistrzostw Polski seniorów. W klasyfikacji wszech czasów halowego czempionatu Wszoła zajmuje pierwsze miejsce.
| Mistrzostwa Polski | Pozycja    | Wynik |
| ------------------ | ---------- | ----- |
| Katowice 1975      | 2. miejsce | 2,13  |
| Warszawa 1976      | 1. miejsce | 2,18  |
| Zabrze 1977        | 1. miejsce | 2,17  |
| Zabrze 1978        | 1. miejsce | 2,20  |
| Zabrze 1979        | 1. miejsce | 2,17  |
| Zabrze 1980        | 1. miejsce | 2,30  |
| Zabrze 1981        | 1. miejsce | 2,27  |
| Zabrze 1984        | 1. miejsce | 2,30  |
| Zabrze 1986        | 1. miejsce | 2,33  |
| Zabrze 1987        | 1. miejsce | 2,27  |
| Zabrze 1989        | 2. miejsce | 2,18  |

## Progresja wyników
Progresja wyników Jacka Wszoły w poszczególnych latach kariery.
| Wiek | Rezultat | Data                 | Miejsce         | Pozycja na listach światowych |
| ---- | -------- | -------------------- | --------------- | ----------------------------- |
| 17   | 2,08     | 28 października 1973 | Warszawa        | 99                            |
| 18   | 2,20     | 8 czerwca 1974       | Kassel          | 25.                           |
| 19   | 2,23     | 9 sierpnia 1975      | Warszawa        | 14.                           |
| 20   | 2,29     | 8 września 1976      | Koblencja       | 2.                            |
| 21   | 2,30     | 11 września 1977     | Fürth           | 5.                            |
| 22   | 2,24     | 17 września 1978     | Warszawa        | 30.                           |
| 23   | 2,29     | 3 lipca 1979         | Sztokholm       | 8.                            |
| 24   | 2,35     | 25 maja 1980         | Eberstadt       | 2.                            |
| 25   | 2,28i    | 13 lutego 1981       | Berlin Zachodni | 14.                           |
| 26   | 2,28     | 3 lipca 1982         | Lublin          | 24.                           |
| 27   | 2,28     | 26 czerwca 1983      | Bydgoszcz       | 39.                           |
| 28   | 2,31     | 2 września 1984      | Rzym            | 21.                           |
| 29   | 2,32     | 19 czerwca 1985      | Warszawa        | 20.                           |
| 30   | 2,33i    | 9 lutego 1986        | Zabrze          | 13.                           |
| 31   | 2,27i    | 8 lutego 1987        | Zabrze          | 50.                           |
| 32   | 2,29     | 14 sierpnia 1988     | Grudziądz       | 42.                           |
| 33   | 2,24i    | 4 czerwca 1989       | Eberstadt       | 90.                           |
| 36   | 2,00     | 12 września 1992     | Zduńska Wola    | 99                            |
| 41   | 2,01     |                      | Birmingham      | 99                            |

## Rekordy

### Rekordy świata
| Konkurencja          | Rezultat | Data         | Miejsce   |
| -------------------- | -------- | ------------ | --------- |
| Skok wzwyż – stadion | 2,35     | 25 maja 1980 | Eberstadt |

### Rekordy Europy
| Konkurencja          | Rezultat | Data            | Miejsce   |
| -------------------- | -------- | --------------- | --------- |
| Skok wzwyż – stadion | 2,29     | 8 września 1976 | Koblencja |
| Skok wzwyż – stadion | 2,35     | 25 maja 1980    | Eberstadt |

### Rekordy Polski
W ciągu swojej 18-letniej kariery Jacek Wszoła ustanowił jedenaście rekordów Polski na stadionie.
| Rezultat | Data             | Miejsce   |
| -------- | ---------------- | --------- |
| 2,20     | 8 czerwca 1974   | Kassel    |
| 2,22     | 24 maja 1975     | Warszawa  |
| 2,23     | 9 sierpnia 1975  | Warszawa  |
| 2,24     | 8 czerwca 1976   | Mediolan  |
| 2,25     | 22 czerwca 1976  | Bydgoszcz |
| 2,26     | 12 lipca 1976    | Warszawa  |
| 2,27     | 22 sierpnia 1976 | Warszawa  |
| 2,29     | 8 września 1976  | Koblencja |
| 2,30     | 11 września 1977 | Fürth     |
| 2,31     | 25 maja 1980     | Eberstadt |
| 2,35     | 25 maja 1980     | Eberstadt |

### Rekordy życiowe
| Konkurencja          | Rezultat | Data          | Miejsce   | Uwagi         |
| -------------------- | -------- | ------------- | --------- | ------------- |
| Skok wzwyż – stadion | 2,35     | 25 maja 1980  | Eberstadt | rekord świata |
| Skok wzwyż – hala    | 2,33     | 9 lutego 1986 | Zabrze    |               |